# Rue Louis-Thuillier
Ne doit pas être confondu avec Rue Louise-Thuliez.
La rue Louis-Thuillier est une voie de Paris, à proximité du Panthéon.

## Situation et accès
La rue Louis-Thuillier est située dans le quartier du Val-de-Grâce du 5e arrondissement ; ses numéros pairs sont au nord, ses numéros impairs au sud. Elle est desservie par la gare du Luxembourg de la ligne B du RER.

## Historique et nom

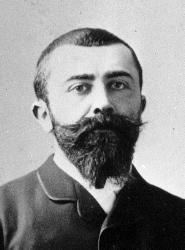
Louis Thuillier.

Cette rue constitue l'ancienne partie de la rue des Ursulines située au-delà de la rue Gay-Lussac et qui fut renommée le 20 décembre 1883 « rue Louis-Thuillier », en mémoire de Louis Thuillier (1856-1883), jeune chercheur travaillant sur le choléra et décédé de cette maladie à Alexandrie en 1883, lors d'une mission en Égypte. 

## Bâtiments remarquables et lieux de mémoire
La rue longe :
- côté pair : d'est en ouest des immeubles d'habitation, le campus Curie (plus précisément l'hôpital Curie au no 8) et l'INETOP du CNAM ;
- côté impair : l'École normale supérieure.